# Archichlora tricycla
Archichlora tricycla là một loài bướm đêm trong họ Geometridae.